# Кушићи
Кушићи су насеље у Србији у општини Ивањица у Моравичком округу. Налазе се у подножју планине Јавор, на надморској висино од 1.000. метара, на 25 километара од Ивањице. Окружени су листопадним шумама и ливадама, на којима влада планинска клима, са кратким и свежим летима и дугим и хладним зимама. У Кушићима се сваке године традиционално одржава Јаворски сабор двојничара и свирача на старим народним музичким инструментима.
Овде се налази основна школа са веома дугом традицијом. Прва школска зграда изграђена је 1927. године и од самог почетка имала је велики број ђака. Државна основна школа у Кушићима је октобра 1932. године отворила и треће одељење. Од 1962. године, школа носи име мајора Илића, који је 1876. године у Првом српско-турском рату, погинуо на Јавору, 15 километара југозападно од села.
У селу се налази Хотел "Јавор", са две звездице, у приватном власништву, реновиран 2011. У непосредној близини налази се скијашка стаза са лифтом, у дужини од 400 метара, на располагању посетиоцима, али и спортистима, који овде долазе на припреме.
Село је познато по гајењу кромпира. Овде се налазе Крајпуташи у Кушићима.

## Прошлост
Кнез у Кушићима је био 1785. године Радивој Јовановић. Он се у друштву са другим кнезовима и оберкнезовима потписао на писму које је послато руском кнезу Потемкину. Тражили су народни прваци Старог Влаха да им руска царска војска помогне да Турке отерају.
Кушићи су се нашли у средишту ратних збивања, током окршаја између Срба и Турака на планини Јавору лета 1876. године. Било је то током Првог српско-турског рата. Водиле су се ноћне борбе спрам Кушића. Српске трупе током повлачења са Јавора, дошле су у место. Војска су скупила у Кишићима ради консолидације и направила логор. Усред места око суднице, подигли су шаторе и упалили велике ватре, као поруку Турцима. Становништво, нејач са стоком се током ноћи повукло у позадину, даље од Кушића. Ту је положај држао капетан П. Борисављевић, командант Ужичке бригаде. Утврђен положај у Кушићима, као припрема за дефанзиву.
Научник Јосиф Панчић српски ботаничар је 1891. године био у Кушићима, током истраживања по Јавору. Водили су га поједини мештани по тој планини.
По новој административној подели Краљевине Србије, 1901. године општину Јаворску су чинила села Деретин, Кушићи, Маскова, Опаљеник и Сивчина. Под селом Кушићи били су засеоци: Барице, Јавор, Овчја Стијена и Тисовина.

## Демографија
Према попису из 2002. било је 555 становника (према попису из 1991. било је 617 становника). У насељу Кушићи живи 420 пунолетних становника, а просечна старост становништва износи 37,7 година (35,7 код мушкараца и 39,9 код жена). У насељу има 167 домаћинстава, а просечан број чланова по домаћинству је 3,32.
Ово насеље је великим делом насељено Србима (према попису из 2002. године).
|  |

| Демографија | Демографија | Демографија |
| Година      | Становника  | Становника  |
| ----------- | ----------- | ----------- |
| 1948.       | 745         |             |
| 1953.       | 798         |             |
| 1961.       | 849         |             |
| 1971.       | 687         |             |
| 1981.       | 577         |             |
| 1991.       | 617         | 606         |
| 2002.       | 555         | 555         |

| Етнички састав према попису из 2002.‍ | Етнички састав према попису из 2002.‍ | Етнички састав према попису из 2002.‍ | Етнички састав према попису из 2002.‍ | Етнички састав према попису из 2002.‍ |
| ------------------------------------ | ------------------------------------ | ------------------------------------ | ------------------------------------ | ------------------------------------ |
|                                      |                                      |                                      |                                      |                                      |
| Срби                                 | Срби                                 |                                      | 541                                  | 97,47%                               |
| Црногорци                            | Црногорци                            |                                      | 14                                   | 2,52%                                |
| непознато                            | непознато                            |                                      | 0                                    | 0,0%                                 |

| Година пописа     | 1948. | 1953. | 1961. | 1971. | 1981. | 1991. | 2002. |
| ----------------- | ----- | ----- | ----- | ----- | ----- | ----- | ----- |
| Број домаћинстава | 94    | 109   | 144   | 141   | 136   | 169   | 167   |

| Број чланова      | 1  | 2  | 3  | 4  | 5  | 6 | 7 | 8 | 9 | 10 и више | Просек |
| ----------------- | -- | -- | -- | -- | -- | - | - | - | - | --------- | ------ |
| Број домаћинстава | 26 | 32 | 27 | 51 | 17 | 6 | 5 | 3 | 0 | 0         | 3,32   |

| Пол    | Укупно | Неожењен/Неудата | Ожењен/Удата | Удовац/Удовица | Разведен/Разведена | Непознато |
| ------ | ------ | ---------------- | ------------ | -------------- | ------------------ | --------- |
| Мушки  | 233    | 74               | 145          | 12             | 2                  | 0         |
| Женски | 219    | 36               | 148          | 33             | 2                  | 0         |
| УКУПНО | 452    | 110              | 293          | 45             | 4                  | 0         |

| Пол    | Укупно                    | Пољопривреда, лов и шумарство | Рибарство                            | Вађење руде и камена | Прерађивачка индустрија       |
| ------ | ------------------------- | ----------------------------- | ------------------------------------ | -------------------- | ----------------------------- |
| Мушки  | 171                       | 109                           | 0                                    | 0                    | 32                            |
| Женски | 124                       | 79                            | 0                                    | 0                    | 25                            |
| УКУПНО | 295                       | 188                           | 0                                    | 0                    | 57                            |
| Пол    | Производња и снабдевање   | Грађевинарство                | Трговина                             | Хотели и ресторани   | Саобраћај, складиштење и везе |
| Мушки  | 0                         | 2                             | 6                                    | 8                    | 5                             |
| Женски | 0                         | 0                             | 5                                    | 2                    | 4                             |
| УКУПНО | 0                         | 2                             | 11                                   | 10                   | 9                             |
| Пол    | Финансијско посредовање   | Некретнине                    | Државна управа и одбрана             | Образовање           | Здравствени и социјални рад   |
| Мушки  | 0                         | 0                             | 1                                    | 2                    | 3                             |
| Женски | 0                         | 0                             | 1                                    | 6                    | 2                             |
| УКУПНО | 0                         | 0                             | 2                                    | 8                    | 5                             |
| Пол    | Остале услужне активности | Приватна домаћинства          | Екстериторијалне организације и тела | Непознато            | Непознато                     |
| Мушки  | 1                         | 0                             | 0                                    | 2                    | 2                             |
| Женски | 0                         | 0                             | 0                                    | 0                    | 0                             |
| УКУПНО | 1                         | 0                             | 0                                    | 2                    | 2                             |